# Laura Albornoz
Laura Elvira Albornoz Pollmann (27 de marzo de 1968) es una abogada, académica, investigadora y política chilena, exmilitante del Partido Demócrata Cristiano (PDC). Fue ministra de Estado de la presidenta Michelle Bachelet durante su primer gobierno, desde 2006 hasta 2009.

## Familia y estudios
Hija de Santiago Albornoz Albornoz y de Laura Elvira Pollmann Prado, ambos militantes DC, tiene tres hermanos. En 1992 se casó con el profesor democratacristiano Jorge Torres Jara, quien fuera candidato a concejal por Villa Alegre en las municipales de 2021.
Ingresó al Partido Demócrata Cristiano (PDC) a los catorce años. Tuvo una activa participación en la Federación de Estudiantes Secundarios de Santiago (Feses). Estudió luego en la Facultad de Derecho de la Universidad de Chile, lo que le permitió involucrarse con la Federación de Estudiantes de la Universidad de Chile (Fech).
Se doctoró en derecho civil con calificación de sobresaliente cum laude  por la Universidad de Sevilla, en España, estudios que financió con la Beca Presidente de la República. Posee además un máster en gestión y dirección en relaciones humanas, de la Escuela Internacional de Negocios de Madrid.

## Carrera pública
Asesoró a la dirección nacional del Servicio Nacional de la Mujer (Sernam), y posteriormente, se desempeñó como secretaria técnica en la Comisión de Enajenaciones del Gobierno Regional de Atacama. Entre 2002 y 2004 retornó al Sernam como jefa de gabinete de la subdirectora de la institución. Posteriormente se desempeñó como asesora jurídica en el Servicio Nacional de Menores (Sename).

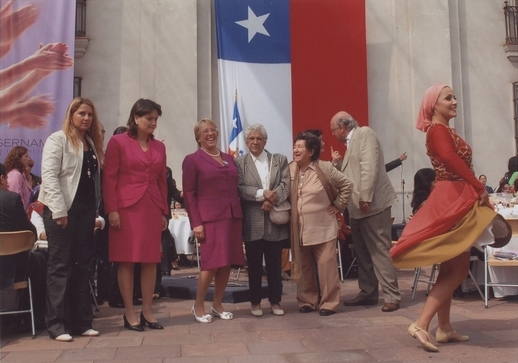
Albornoz (segunda de izquierda a derecha) como ministra directora del SERNAM en 2006.

El 11 de marzo de 2006 asumió como ministra directora del Sernam, por encargo de Bachelet. Fue presidenta de la Comisión Interamericana de Mujeres (CIM/OEA) durante un periodo de 3 años.  Fue nominada por Michelle Bachelet como delegada presidencial en la ciudad de Constitución tras el terremoto de 27 de febrero.
En 2012 fue precandidata de la Concertación a la alcaldía de Santiago. En mayo de 2014 fue nombrada por la presidenta Bachelet, en el marco de su segunda administración, como miembro del directorio de la estatal Corporación Nacional del Cobre de Chile (Codelco).
Fue candidata a las elecciones de convencionales constituyentes de 2021, en el distrito n.º 10 (Santiago, Ñuñoa, Macul, La Granja, Providencia y San Joaquín), formando parte del pacto Lista del Apruebo.
El 6 de agosto de 2021, dejó su militancia de casi cuarenta años en el Partido Demócrata Cristiano, habiendo sido presidenta del último «Congreso Ideológico» del partido. Su renuncia se concretó al comprobar que "al interior de la nueva directiva se desestimó el trabajo de más de dos años que implicó este evento participativo, realizado a lo largo del país, en torno a la construcción de lineamientos políticos, con nuevos paradigmas para asumir los cambios que el Chile renovado demanda". Así mismo, según su visión, la directiva privilegia, en cambio, la coyuntura política electoral, dejando de lado los temas desarrollados por cientos de militantes de base, como el aborto, el feminismo, el derecho social a la vivienda, la economía circular, una segunda reforma agraria para el uso del agua, y otros. A lo anterior, agregó la impotencia experimentada frente a la falta de condena a figuras involucradas en hechos de corrupción, o en conductas atentatorias a la integridad de las mujeres.[cita requerida]
En febrero de 2023 fue nombrada por el presidente Boric, como miembro del directorio de la estatal ENAP.

## Carrera académica
Ha sido docente en la Academia Diplomática de Chile y también ha impartido clases en la Academia Judicial, en el Instituto Internacional de Capacitación y Desarrollo Social (Icades), en el Instituto de Estudios Humanísticos (Icheh), en la Universidad de Santiago de Chile, Universidad Miguel de Cervantes y en la Universidad Arcis. Desde 2013 es profesora del Departamento de Derecho Privado de la Facultad de Derecho de la Universidad de Chile. 

## Historial electoral

### Elecciones de convencionales constituyentes de 2021
- Elecciones de convencionales constituyentes de 2021, para convencional constituyente por el distrito 10 (La Granja, Macul, Ñuñoa, Providencia, San Joaquín y Santiago)[10]